# Mumtaz
Mumtaz Askari Madhvani, nota solo come Mumtaz (Mumbai, 31 luglio 1947), è un'attrice indiana, attiva dal 1958 al 1977 e nel 1990 per un film.

## Filmografia parziale
- Stree, regia di Rajaram Vankudre (1961)
- Sehra, regia di V. Shantaram (1963)
- Gehra Daag, regia di O. P. Ralhan (1963)
- Faulad, regia di Mohammed Hussain (1963)
- Daku Mangal Singh, regia di Chand (1966)
- Ram Aur Shyam, regia di Tapi Chanakya (1967)
- Mere Hamdam Mere Dost, regia di Amar Kumar (1968)
- Brahmachari, regia di Bhappi Sonie (1968)
- Do Raaste, regia di Raj Khosla (1969)
- Bandhan, regia di Narendra Bedi (1969)
- Aadmi Aur Insaan, regia di Yash Chopra (1969)
- Sachaa Jhutha, regia di Manmohan Desai (1970)
- Khilona, regia di Chander Vohra (1970)
- Tere Mere Sapne, regia di Vijay Anand (1971)
- Haré Rama Haré Krishna, regia di Dev Anand (1971)
- Apna Desh, regia di Jambu (1972)
- Roop Tera Mastana, regia di Khalid Akhtar (1972)
- Loafer, regia di A. Bhimsingh (1973)
- Jheel Ke Us Paar, regia di Bhappi Sonie (1973)
- Chor Machaye Shor, regia di Ashok Roy (1974)
- Aap Ki Kasamm, regia di J. Om Prakash (1974)
- Roti, regia di Manmohan Desai (1974)
- Prem Kahani, regia di Raj Khosla (1975)
- Nagin, regia di Rajkumar Kohli (1976)
- Aaina, regia di K. Balachander (1977)
- Aandhiyan, regia di David Dhawan (1990)
- 1 a Minute, regia di Namrata Singh Gujral (2010) - documentario

## Premi
- Bengal Film Journalists' Association Awards
  - "BFJA Award for Best Supporting Actress" – Brahmachari (1968)
- Filmfare Awards
  - "Filmfare Best Actress Award" – Khilona (1970)
  - "Filmfare Lifetime Achievement Award" (1996)
- International Indian Film Academy Awards
  - "IIFA Outstanding Contribution by an Indian in Cinema, Honorary Award" (2008)